# Проспект Богдана Хмельницкого (Мелитополь)
Проспект Богдана Хмельницкого (укр. Проспект Богдана Хмельницького) — центральный проспект Мелитополя. Начинается от перекрёстка с улицей Гетмана Сагайдачного и проспектом 50-летия Победы, находясь на одной воображаемой прямой с последним, и заканчивается южным выездом из города. Граничит с главной площадью города — площадью Победы. По проспекту проходит автодорога М-18 «Харьков — Симферополь — Алушта — Ялта».

## История
До 1954 года проспект не был единым адресным объектом и состоял из двух отдельных частей, менявших названия и статус. Разделение проходило в районе современного перекрестка с улицей Героев Украины.
Точные даты появления улиц на территории нынешнего проспекта установить сложно, поскольку первые сохранившиеся документы с упоминанием адресов и названий относятся лишь ко второй половине XIX века.
Часть проспекта от улицы Гетмана Сагайдачного до Монастырской улицы с конца XIX века называлась Межевой улицей и проходила по границе тогдашней городской черты. 25 октября 1921 года она была переименована в честь советского поэта Демьяна Бедного, а в 1940-е годы была включена в состав улицы Воровского.
Другая часть проспекта, к юго-западу от Монастырской улицы, до установления советской власти была Акимовской улицей. Такое название она получила из-за того, что заканчивалась дорогой на Акимовку. 25 октября 1921 года она была переименована в честь большевика-революционера Льва Каменева, но позже, в 1940-е годы, старое название было возвращено.
В 1927 году началось строительство городского парка на песчаном пустыре западнее Межевой улицы. В 1930-е годы нынешний проспект всё ещё представлял собой окраинную улицу с песчаным покрытием. Территория парка отделялась от него металлической оградой на кирпичном фундаменте. Центральный вход состоял из трёх арочных ворот, которые были намного выше ограды. Перед входом в парк располагались ступеньки.
В 1954 по всей Украине широко праздновалось 300-летие Переяславской рады. В связи с этим 14 мая 1954 года, «учитывая многочисленные просьбы граждан Мелитополя», мелитопольский горисполком утвердил создание проспекта Богдана Хмельницкого, в который вошли Акимовская улица и участок улицы Воровского. Примечательно, что в этот же день горисполком утвердил основание площади 300-летия воссоединения Украины с Россией (небольшой пятачок в начале улицы Ломоносова, возле старой автостанции), в результате чего появился претендент на самое длинное адресное название в Мелитополе, однако название за этим пятачком не закрепилось, и вскоре исчезло из городской топонимики. Также было забыто и название сквер имени Богдана Хмельницкого, данное небольшому скверу на углу улиц Фрунзе (Гетмана Сагайдачного) и Воровского (Монастырская) (сейчас — начало проспекта, где теперь стоит межевой камень). В этом же году в начале проспекта возле кинотеатра «Украина» был установлен памятник Хмельницкому.
В конце 1950-х на середине проезжей части была построена разделительная зелёная полоса, на которую установили две скульптуры: на перекрёстке с улицей Дзержинского — мужчину с ребёнком, а возле центрального универмага — женщину с голубями.
В 1959 году горисполкомом были утверждены акты по приёмке и вводу в эксплуатацию сельскохозяйственного техникума, восстановленной городской больницы на 112 коек и встроенного кинотеатра в 76-квартирном доме, расположенных на проспекте Богдана Хмельницкого.
В 1961 году было принято решение о создании сквера на площади, прилегающей к сельхозтехникуму (угол проспекта и улицы Кирова).
В 1964 году принято решение об отводе земельного участка площадью 0,22 га конторе связи для строительства Дома связи (пр. Б. Хмельницкого, 25).
17 февраля 1966 года Смешторгу был отведён земельный участок площадь 0,57 га по проспекту Б. Хмельницкого, 27, для строительства универмага. 4 января 1971 года универмаг на 130 рабочих мест, рабочей площадью 2551 кв. м. и полезной площадью 6041 кв.м. был принят в эксплуатацию (в настоящее время супермаркет «Сельпо»).
В начале 1970-х началась капитальная реконструкция проспекта, потому что он, будучи частью трассы «Москва — Симферополь», не справлялся с увеличивающимся транспортным потоком. Этим процессом руководил главный архитектор города Евгений Фёдорович Светличный. Летом 1971 года памятник Богдану Хмельницкому был перенесён на перекрёсток с улицей Вакуленчука. В это же время начался демонтаж зелёной полосы.
21 января 1971 года в связи с благоустройством, необходимостью спрямления проспекта на 4-ю Продольную улицу (в настоящее время проспект 50-летия Победы) и неравнометной осадкой памятника Богдана Хмельницкого, исполком горсовета принял решение: 1) спрямить проезжую часть проспекта в сопряжении с 4-й Продольной улицей за счёт сквера спортзала МИМСХа у памятника; 2) перенести памятник на пересечение проспекта с улицей Вакуленчука.
Несмотря на то, что участки проспекта Богдана Хмельницкого неоднократно переименовывались, происходило это синхронно, в рамках нескольких «волн» переименований, в силу различных причин прокатывавшихся по городу.
| годы        | от ул. Фрунзе до ул. Кирова   | от ул. Кирова до выезда из города |
| ?-1921      | Межевая улица                 | Акимовская улица                  |
| 1921-1940-е | улица Демьяна Бедного         | улица Каменева                    |
| 1940-е-1954 | участок улицы Воровского      | Акимовская улица                  |
| 1954-...    | проспект Богдана Хмельницкого | проспект Богдана Хмельницкого     |

## Транспорт
Проспект находится на автодороге М-18 и европейском маршруте E105, что способствует интенсивному автомобильному движению.
Также через проспект проложена большая часть автобусных маршрутов.

### Автобусные остановки
Ниже представлен список остановок общественного транспорта на проспекте Богдана Хмельницкого по направлению с юга на север (к выезду из города).
Условные обозначения наличия остановок на разных сторонах дорожного движения: Ю — южное направление («Белякова», «Автоцветлит»), С — северное направление («Вокзал», «Северный Переезд», «Райбольница», «Лесопарк»).
| Ю↓ | С↑ | Название остановки                               | Происхождение названия | Главные объекты поблизости |
| ✓  | ✓  | «Покровская», старое название " Луначарского "   | улица | коммунальное предприятие «Водоканал», ООО «Мелитопольские тепловые сети» («теплосеть»), кафедра физвоспитания и спорта ТГАТУ, детская библиотека им. Гайдара                                                |
| ✓  | ✓  | «Университетская», старое название " Свердлова " | улица | Таврический государственный агротехнологический университет (ТГАТУ), здание «Укртелекома», главпочтамт, бывший центральный универмаг (сейчас супермаркет «Сільпо» и ряд магазинов), торговый центр «Пассаж» |
|    | ✓  | «Водочный» («Сельхозтехникум»)                   | бывший Мелитопольский ликёро-водочный завод (сейчас ООО «Алко-Юг»), бывший сельскохозяйственный техникум (сейчас Мелитопольский колледж ТГАТУ) | площадь Победы, библиотека им. Лермонтова, ДК им. Шевченко, Мелитопольский колледж ТГАТУ (бывший сельскохозяйственный техникум)                                                                             |
| ✓  |    | «Горбольница» («Водочный»)                       | городская больница № 1, бывший ликёро-водочный завод (сейчас ООО «Алко-Юг»)                                                                    | городская больница № 1, детская поликлиника № 1, гор. отдел СБУ, налоговая инспекция |
| ✓  | ✓  | «Детское питание»                                | магазин | парк культуры и отдыха им. Горького, училище культуры |
| ✓  | ✓  | «Ивана Богуна» старое название «Красноармейская» | улица | Красноармейский рынок |
| ✓  | ✓  | «Садстанция»                                     | НИИ орошаемого садоводства им. Сидоренко (садстанция)                                                                                          | НИИ орошаемого садоводства им. Сидоренко (садстанция) |
| ✓  | ✓  | «Чёрный гастроном»                               | бывшее неофициальное название магазина (сейчас «Степановский»)                                                                                 | детская поликлиника № 2, храм великомученицы Екатерины |
|    | ✓  | «Пионер»                                         | бывшее название магазина (сейчас «Вакула») | бизнес-центр |
| ✓  |    | «Береговая»                                      | улица | Песчанский ручей, мотодром |
| ✓  | ✓  | «Михаила Оратовского» старое название «Калинина» | улица | круговой перекресток, православная церковь Андрея Первозванного |

## Объекты

### Образование
- Таврический государственный агротехнологический университет. Дом 18.
- Кафедра физвоспитания и спорта ТГАТУ
- Мелитопольский колледж ТГАТУ (бывший сельскохозяйственный техникум)
- Мелитопольское училище культуры
- Детский сад № 20 «Зайчик»

|                           |               |                                      |                  |
| главное здание ТГАТУ      | колледж ТГАТУ | кафедра физвоспитания и спорта ТГАТУ | училище культуры |
|                           |               |                                      |                  |
| детский сад № 20 «Зайчик» |               |                                      |                  |

### Библиотеки
- Центральная городская библиотека им. Лермонтова (площадь Победы)
- Центральная детская библиотека им. А. Гайдара («Мальвина»)[8]

|                           |                                |  |  |
| библиотека им. Лермонтова | центральная детская библиотека |  |  |

### Связь
- Центр услуг связи «Укртелеком»
- Главпочтамт

|                      |             |  |  |
| здание «Укртелекома» | главпочтамт |  |  |

### Медицина
- Городская клиническая больница № 1
- Детская поликлиника № 1
- Детская поликлиника № 2

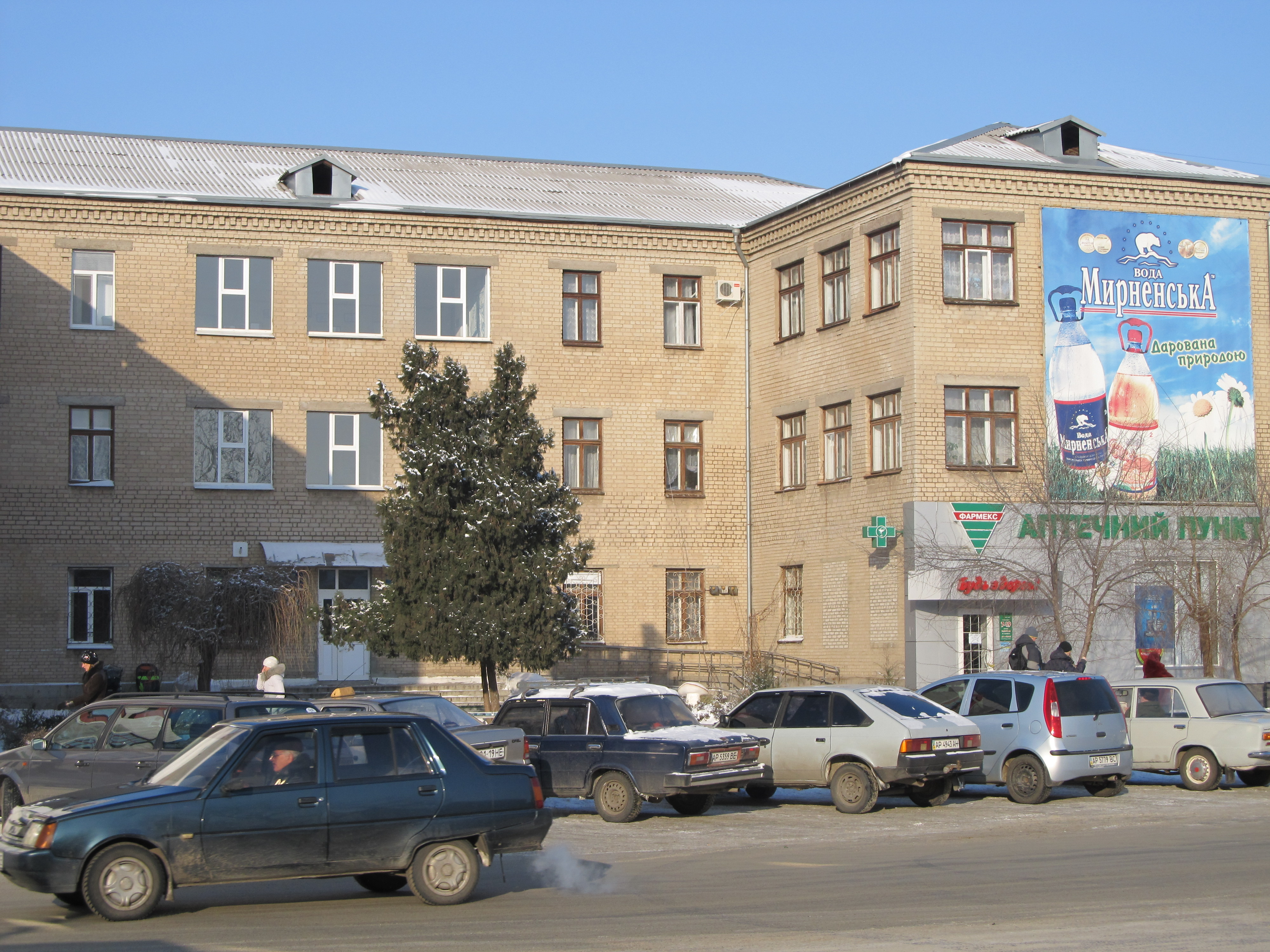
детская поликлиника № 1
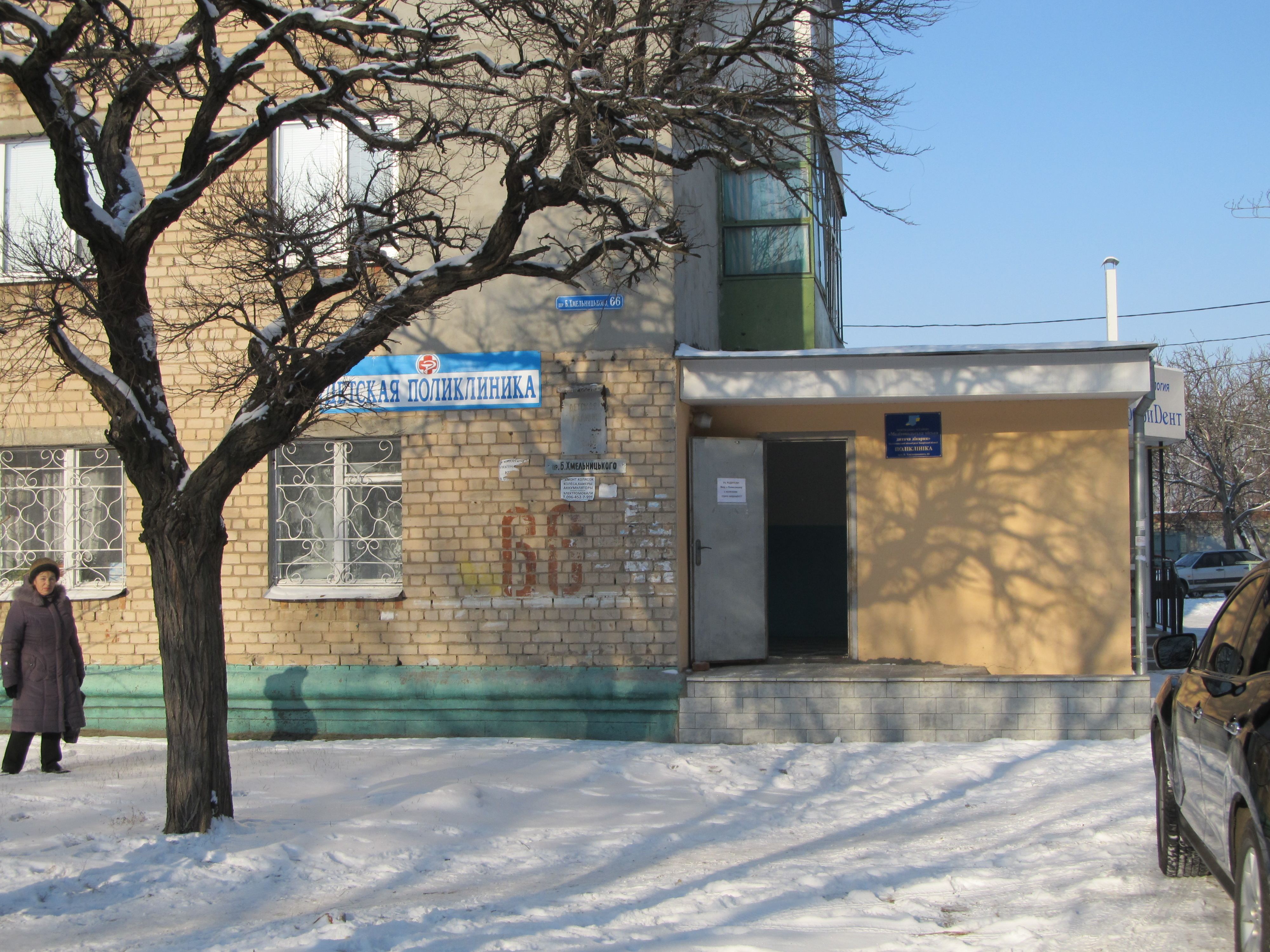
детская поликлиника № 2

### Парки, скверы
- Парк культуры и отдыха имени Максима Горького
- Территория садстанции при НИИ орошаемого садоводства им. М. Ф. Сидоренко

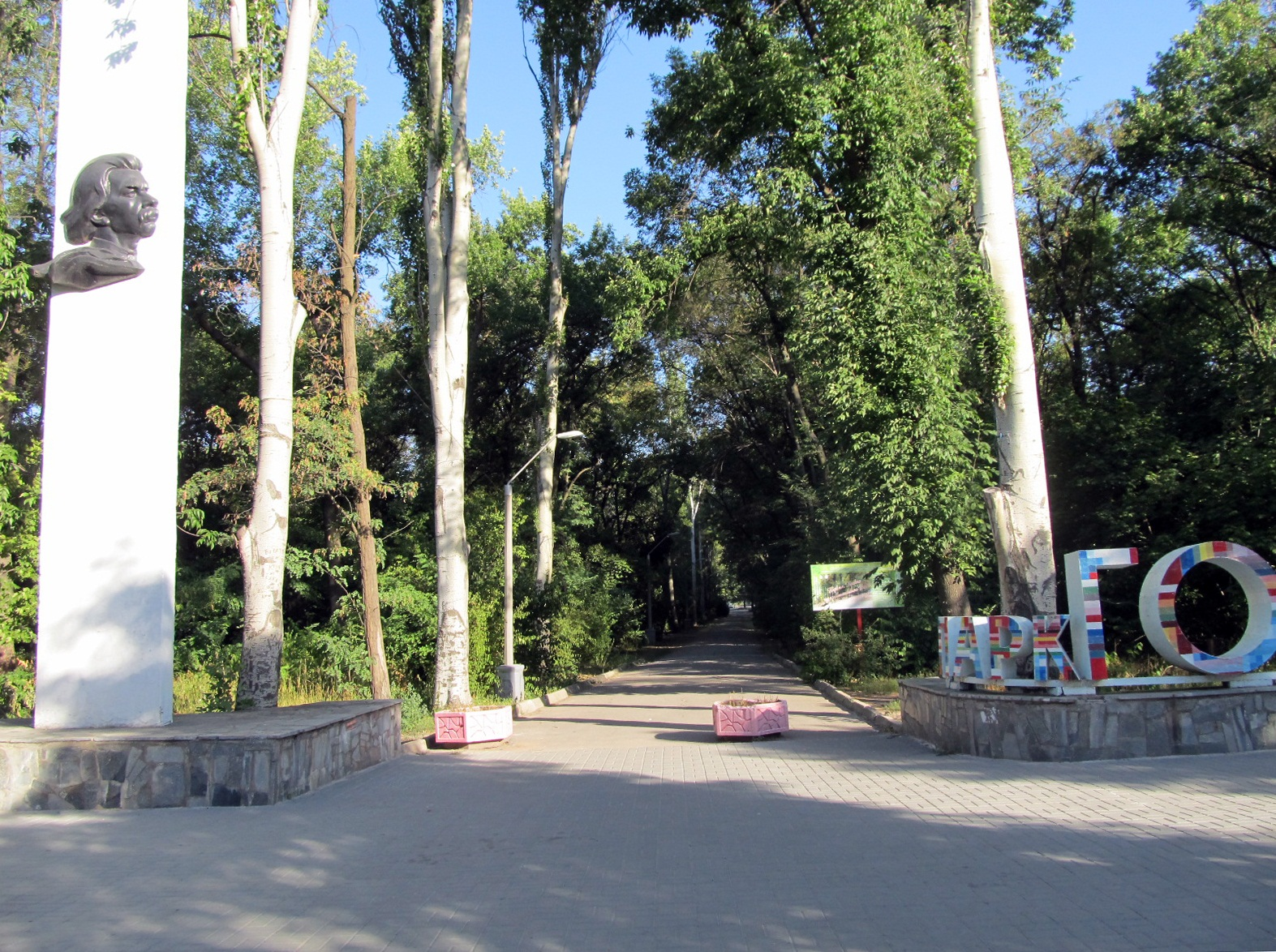
вход в парк им. Горького со стороны проспекта
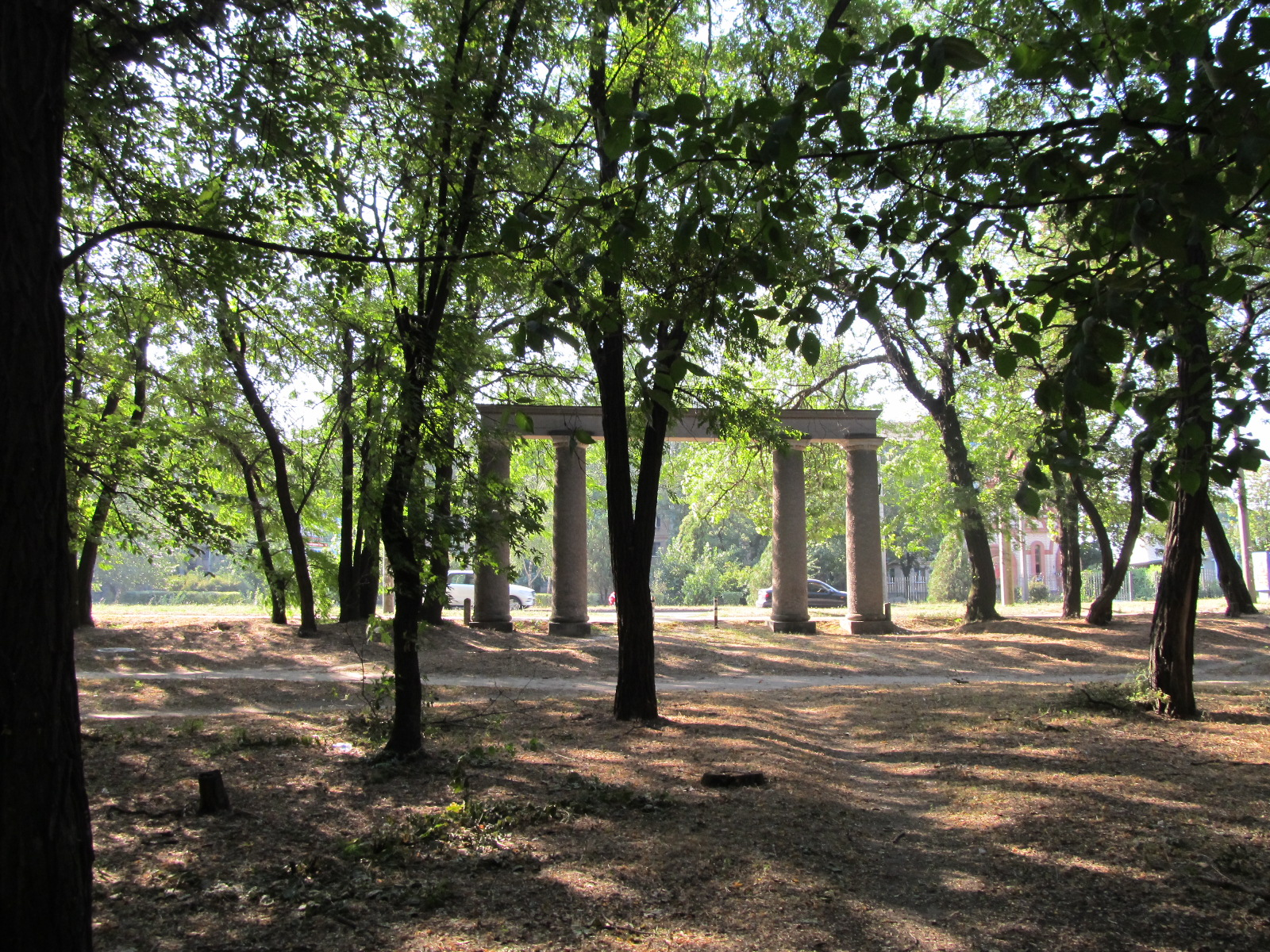
вид на проспект с территории садстанции

### Памятники

#### Памятники отдельным личностям
- Памятник Остапу Бендеру
- Памятник Владимиру Высоцкому
- Памятник Андрею Корвацкому
- Бюст Николая Малюги
- Памятник Богдану Хмельницкому
- Памятник Тарасу Шевченко (площадь Победы)
- Бюст Тараса Шевченко

|                               |                         |                                     |                          |
| памятник Богдану Хмельницкому | памятник Остапу Бендеру | памятник Владимиру Высоцкому        | памятник Тарасу Шевченко |
|                               |                         |                                     |                          |
| памятник Андрею Корвацкому    | бюст Николая Малюги     | бюст Тараса Шевченко во дворе ТГАТУ |                          |

#### Памятники событиям и явлениям
- Памятник жертвам аварии на Чернобыльской АЭС
- Памятник жертвам голодомора
- Крест в честь 1000-летия христианства на Руси

|                                              |                                                          |                                                |                                          |
| памятник героям-подпольщикам                 | барельеф памяти павших в боях за свободу и независимость | «1941. Июнь. Рассвет. Без объявления войны...» | памятник 1000-летию христианства на Руси |
|                                              |                                                          |                                                |                                          |
| памятник жертвам аварии на Чернобыльской АЭС | памятник жертвам голодомора                              | скульптура возле училища культуры              |                                          |

### Другое
- Бывший центральный универмаг (сейчас супермаркет «Сільпо», ряд магазинов)
- Торговый центр «Пассаж»
- Храм великомученицы Екатерины
- Городское общество инвалидов
- Мотодром
- Мелитопольская телебашня

|                                        |           |                                       |                               |
| вид с телебашни на проспект и Песчаное | телебашня | жилой дом в начале проспекта          | храм великомученицы Екатерины |
|                                        |           |                                       |                               |
| ТЦ «Пассаж»                            | мотокросс | гонки на радиоуправляемых автомоделях |                               |